# Joseph Büttner
Joseph Büttner (* 8. August 1898 in Limburg an der Lahn; † 22. Juni 1978 in Hilchenbach) war ein deutscher Jurist und Politiker zunächst des Zentrums und später der CDU.

## Leben
Nach einem Notabitur leistete Büttner zwischen 1916 und 1918 Kriegsdienst im Ersten Weltkrieg. Nach Kriegsende studierte er Rechtswissenschaften in Frankfurt am Main. Danach absolvierte er den üblichen juristischen Vorbereitungsdienst. Zwischen 1924 und 1928 amtierte Büttner als Hilfsrichter. Danach war er Amtsrichter im Range eines Amtsgerichtsrates in Rathenow.
In der Zeit der Weimarer Republik war Büttner im Zentrum aktiv und kandidierte erfolglos für den preußischen Landtag und den Reichstag.
Zu Beginn der nationalsozialistischen Herrschaft wurde er aus politischen Gründen nach Hilchenbach versetzt. Dort war er bis 1946 Amtsgerichtsrat. Unterbrochen wurde seine berufliche Tätigkeit vom Kriegsdienst zwischen 1939 und 1945.
Nach dem Krieg war Büttner Mitbegründer der CDU im Siegerland. Zwischen 1946 und 1964 war er Stadtverordneter in Hilchenbach. Ab 1969 war er Mitglied des Rates der Stadt. Zwischen 1946 und 1948 war er dort auch Bürgermeister.
Bis 1961 gehörte er dem Kreistag des Kreises Siegen an. Zwischen 1946 und 1954 amtierte Büttner als Landrat. Danach war er von 1956 bis 1958 stellvertretender Landrat. Zwischen 1958 und 1961 war er erneut Landrat des Kreises Siegen. Von 1956 bis 1970 gehörte der dem Vorstand des Gemeindetages von Nordrhein-Westfalen an.
Von 1947 bis 1962 war Büttner direkt gewählter Abgeordneter des Landtages von Nordrhein-Westfalen.